# Oxytorus albopleuralis
Oxytorus albopleuralis är en stekelart som först beskrevs av Léon Abel Provancher 1879.  Oxytorus albopleuralis ingår i släktet Oxytorus och familjen brokparasitsteklar. Inga underarter finns listade i Catalogue of Life.